# Benno Roth
Benno Roth OSB (* 25. März 1903 in Riesa als Hans Roth; † 6. Jänner 1983 in Seckau, Steiermark) war ein österreichischer Priestermönch der Benediktinerabtei Seckau sowie Pädagoge und Kirchenhistoriker.

## Leben
Trotz seines sächsischen Geburtsortes stammte er aus einer altösterreichischen Familie, wurde Oblatenschüler in der steirischen Benediktinerabtei Seckau und trat nach der Matura als Novize in das Kloster ein. 1929 empfing er die Priesterweihe. Er promovierte in Geschichte an der Universität Graz im Jahr 1932 mit einer Dissertation über die  Besitzgeschichte des Chorherrenstiftes Seckau. Von 1934 bis 1972 war er, abgesehen von kriegsbedingten Unterbrechungen, Professor für Deutsch und Geschichte am Abteigymnasium Seckau. Roth arbeitete zeitlebens an Publikationen zur Kirchen-, Ordens- und Lokalgeschichte. Seit 1946 war er Mitglied der Historischen Landeskommission für Steiermark.

## Schriften
- Seckau. Der Dom im Gebirge. Kunsttopographie vom 12. bis zum 20. Jh. Graz, Wien, Köln 1984.
- Seckau. Geschichte und Kultur 1164-1964. Zur 800-Jahr-Feier der Weihe der Basilika. Wien, München 1964.
- Dazu rund 90 Titel, unter anderen jährliche Beiträge in den Seckauer Heften.